# Noor al-Rawabdeh
Noor al-Deen Mahmoud Ali al-Rawabdeh (arabisch نُور الدِّيْن مَحمُود عَلِيّ الرَّوَّابدَة; * 24. Februar 1997 in Amman) ist ein jordanischer Fußballspieler.

## Karriere

### Verein
Ab Sommer 2017 war er für al-Jazeera aktiv. Anschließend wechselte er im August 2021 nach Bahrain, wo er von nun an für al-Muharraq spielte. Nach einer Spielzeit (in der er mit der Mannschaft den AFC Cup 2021 gewann) kehrte er in sein Heimatland zurück und schloss sich dem Rekordmeister al-Faisaly an. Seit Anfang Dezember 2023 steht er in Malaysia beim Selangor FC unter Vertrag.

### Nationalmannschaft
Sein erstes bekanntes Spiel im Trikot der jordanischen A-Nationalmannschaft war am 7. August 2019 ein 1:1 gegen Kuwait während der Gruppenphase der Westasienmeisterschaft 2019. Nach einem weiteren Einsatz in dem Turnier kam er nebst einiger Freundschaftsspiele auch ein paar Mal in der Qualifikation für die Weltmeisterschaft 2022 zum Einsatz.
Sein erstes großes Turnier war der Arabien-Pokal 2021, bei dem er es mit seinem Team ins Viertelfinale schaffte. Danach folgte für ihn und seine Mannschaft die Qualifikation für die Asienmeisterschaft 2024, bei der er während des 3:0-Sieges über Kuwait sein erstes Länderspieltor erzielte. Nach einigen weiteren Freundschaftsspielen und ein paar Partien in der WM-Qualifikation für das Turnier im Jahr 2026 gehörte er dann auch zum Kader bei der Asienmeisterschaft 2024.